# Bipolaron
Le bipolaron est une notion utilisée à la fois en chimie et en physique pour désigner des objets porteurs de deux charges.

## Bipolaron en physique
En physique, un bipolaron est une paire liée de deux polarons. Un électron dans un matériau peut susciter une distorsion dans la maille fondamentale. La combinaison de l'électron et de la distorsion (qui peut aussi être perçue comme un nuage de phonons) est connue sous le nom de polaron (en partie parce que l'interaction électron-distorsion se fait via une polarisation). Lorsque deux polarons sont proches l'un de l'autre, ils peuvent abaisser leur énergie en suscitant les mêmes distorsions, conduisant ainsi à une attraction effective entre les deux polarons. Si l'interaction est suffisamment importante, elle conduit alors à un bipolaron lié. Pour une attraction forte, les bipolarons peuvent être petits. Les petits bipolarons possèdent un spin entier et démontrent donc des propriétés de bosons. Si de nombreux bipolarons se forment sans être toutefois trop proches, ils sont susceptibles de former un condensat de Bose-Einstein. Ceci a conduit à suggérer que les bipolarons pouvaient constituer un mécanisme plausible pour une supraconductivité à haute température. Ceci pourrait, par exemple, conduire à une interprétation très directe de l'effet isotopique.

## Bipolaron en chimie (organique)
En chimie organique, un bipolaron est une molécule ou une partie de chaîne macromoléculaire présentant deux charges dans un système conjugué. Les charges peuvent être localisées au centre de la chaîne ou à ses terminaisons. Les bipolarons et les polarons peuvent être rencontrés dans des polymères conducteurs dopés comme les polythiophènes.
Il est possible de synthétiser et d'isoler des composés modèles bipolarons pour des études par diffraction de rayons X. Le dication diamagnétique bis(triaryl)amine dans la figure ci-dessous (2) est préparé à partir du précurseur neutre (1) dans le dichlorométhane par une réaction avec quatre équivalents de pentachlorure d'antimoine. Deux structures existent pour le dication obtenu. La structure (2a) est un diradical singulet, la figure (2b) est la structure de type quinoïde. Les longueurs de liaisons expérimentale pour le groupe vinylidène central de (2) sont de 141 pm et 137 pm, à comparer avec les 144 et 134 pm du précurseur (1), ce qui implique une contribution de la structure quinoïne dans la stabilisation de l'ensemble.
D'un autre côté, lorsqu'une unité thiophène est ajoutée au cœur de la structure comme indiqué ci-dessous, ces longueurs de liaisons sont identiques (environ 138 pm), ce qui en fait un véritable hybride.